# 仁和秤制造有限责任公司
仁和秤制造有限责任公司是一家越南的弹簧秤制造企业，同时也是亚洲最大的弹簧度盘秤生产商，总部和总厂位于胡志明市。仁和创立于1983年，前十来年间为社会主义制度下的生产小组及合作社经营模式，1998年改制为有限责任公司，2009年改为现名。仁和是第一家在中国广西投资建厂的越南企业，于2006年先在东兴市建立了一家小型组装厂，不久后，在同城的江平工业园开建一个大型工厂，中国厂部现名为“东兴仁和秤有限公司”。
2009年以前，因为越南产的仁和牌度盘秤质优价廉，产品在广西和云南的市场中广受欢迎，而此时仁和秤在东兴市的组装厂产量不高，并且定价还高于越南国内。一段时期内，中越边境口岸走私越南秤的活动非常活跃。中国当地政府为遏制此现象，与仁和秤公司越南总部协商，双方达成协议：仁和秤公司对国内外批发价格做出调整，让中越两国价格持平；同时加速在中国的新厂建设，未来要以中国工厂供应中国的市场需求。